# Dorcopsulus vanheurni
Espèce
Statut de conservation UICN

 NT  : Quasi menacé
Le petit wallaby forestier ou petit dorcopsis (Dorcopsulus vanheurni) est une espèce de marsupiaux de la famille des Macropodidae. Il est endémique en Indonésie et en Nouvelle-Guinée. Son habitat naturel est les forêts tropicales et subtropicales sèches. Il est menacé par la disparition de son habitat.